# Massinissa Guermah
Massinissa Guermah (arabisch ماسينيسا قرماح, DMG Māsīnīsā Qarmāḥ; * 1983 in Beni Douala bei Tizi Ouzou; † 18. April oder 20. April 2001) war ein algerischer Schüler, der der Berber-Minderheit (Kabylen) angehörte. Sein gewaltsamer Tod in Polizeigewahrsam löste unter der Berber-Bevölkerung monatelange schwere Unruhen aus, die auch als „Schwarzer Frühling“ (französisch Le Printemps Noir, kabylisch Tafsut Taberkant) bezeichnet werden.
Guermah wurde am 18. April 2001 in Beni Douala, einem Ort unweit von Tizi Ouzou verhaftet und anschließend auf der dortigen Gendarmerie mehrfach angeschossen. Er wurde dann in ein Krankenhaus eingeliefert, wo er zwei Tage später am 20. April 2001, dem Jahrestag eines der entscheidenden Ereignisse des Berber-Frühlings, verstarb. Am 21. April gaben offizielle Stellen Guermahs Tod bekannt und beschuldigten ihn gleichzeitig ein Dieb und Mitglied einer Jugendbande zu sein. Zu seiner Beerdigung versammelten sich über 4000 Menschen und in den folgenden Tagen brachen in der gesamten Kabylei schwere Unruhen aus, die noch bis Anfang Juli desselben Jahres andauerten. Nach amtlichen Angaben wurde Guermah durch einen Unfall getötet, bei dem einem Gendarm seine Kalaschnikow entglitt, zu Boden fiel und sich dann mehrere Schüsse aus ihr lösten, die Guermah trafen. Amnesty International jedoch bestreitet diese Darstellung und gibt an im Besitz von Zeugenaussagen zu sein, die eine gezielte Hinrichtung Guermahs belegen.
Der Gendarm Merabet Mestari wurde über ein Jahr später am 29. Oktober 2002 in einem 15-minütigen Verfahren von einem Militärgericht zu einer zweijährigen Haftstrafe wegen Körperverletzung mit Todesfolge verurteilt (englisch involuntrary injury and manslaughter). Sowohl die Entscheidung der Regierung Bouteflika, Mestari nicht vor ein Zivilgericht zu stellen als auch das Urteil selbst wurden von Teilen der algerischen Presse und den Stammesführern der Kabylen scharf kritisiert. In der Presse wurde der Prozess als eine „Parodie von Gerechtigkeit“ bezeichnet und Guermahs Vater kommentierte das Urteil mit den Worten: „Jetzt haben sie meinen Sohn zum zweiten Mal getötet.“